# Де Бук, Август
Август де Бук (нидерл. Julianus Marie August de Boeck; 9 мая 1865, Мерхтем — 9 октября 1937, Мерхтем) — бельгийский композитор и органист.
Сын мерхтемского городского органиста Флора де Бука (1826—1892); дед де Бука Йозеф Брирс руководил духовым оркестром. В 1880—1885 гг. учился в Брюссельской консерватории по классу органа у Альфонса Майи, затем вплоть до 1902 г. был его ассистентом. Одновременно изучал гармонию и композицию, главным образом у Х. Ф. Куфферата.
В 1892—1921 гг. работал органистом в различных церквях, в том числе с 1900 г. в кармелитском монастыре в Икселе. В 1909—1920 гг. профессор гармонии в Антверпенской консерватории, преподавал также в Брюсселе. В 1921—1930 гг. директор консерватории в Мехелене. Выйдя на пенсию, вернулся в Мерхтем и в 1932 г. был избран депутатом муниципального совета, однако за весь срок своей каденции посетил лишь одно его заседание.
Август де Бук и его ближайший друг и коллега Поль Жильсон принадлежали к важнейшим позднеромантическим композиторам Фландрии, чьё творчество испытало влияние музыки Рихарда Вагнера, а в случае де Бука также и русской школы в лице Александра Бородина и Николая Римского-Корсакова; в более поздних произведениях де Бука в бельгийскую музыку вошёл импрессионизм. Из его более чем 400 сочинений наибольший успех имели Дагомейская рапсодия (фр. Rhapsodie Dahoméenne; 1893, версии для симфонического и духового оркестров), скрипичный (1929) и фортепианный (1932) концерты, а из сценических работ — оперы «Теруань де Мерикур» (на сюжет о героине Французской революции, 1901) и «Изумрудный путь» (фр. La Route d'Emeraude; 1921, по одноимённому роману Э. Демольдера).